# 캠강

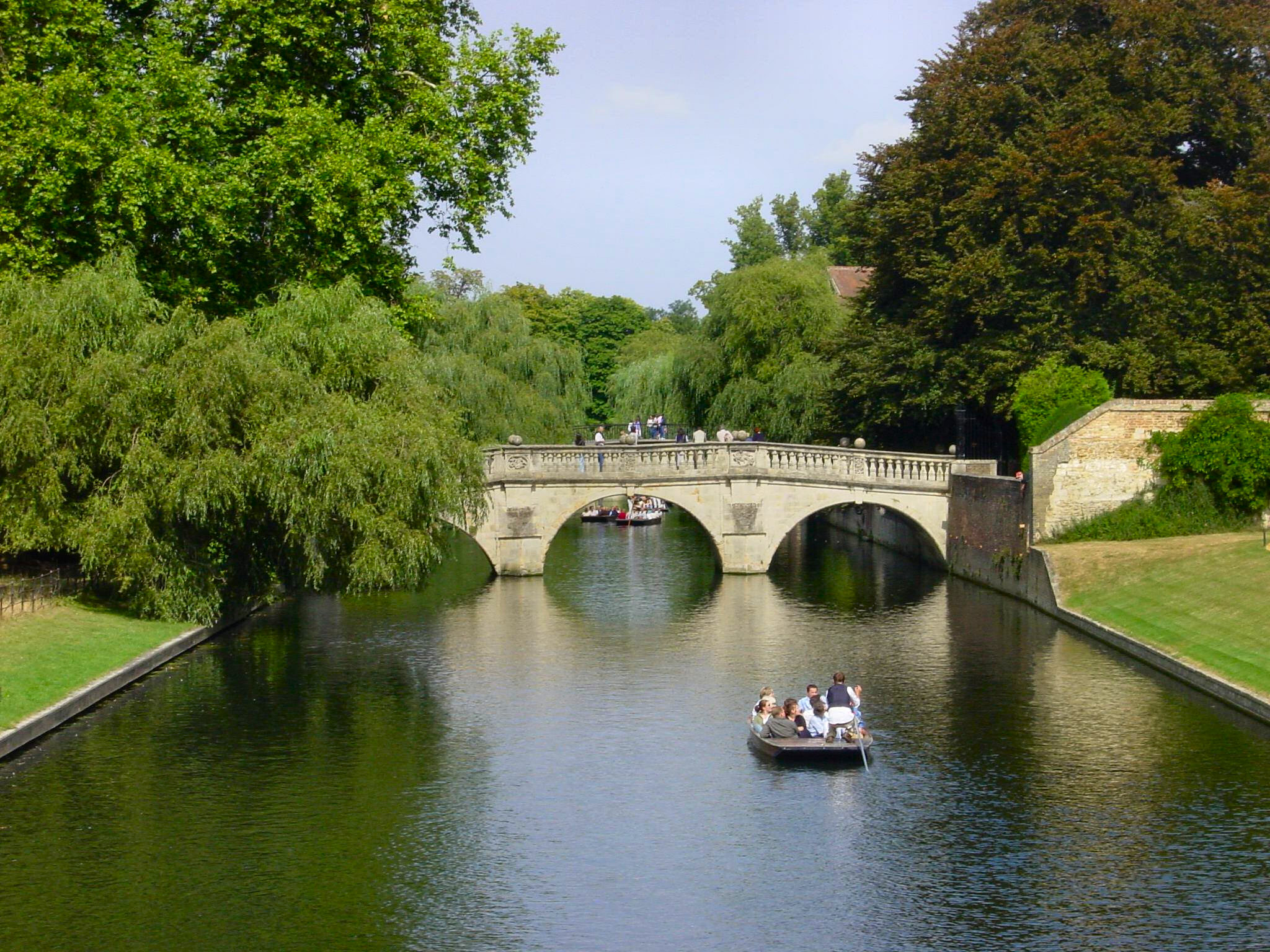

캠강(River Cam)의 길이는 약 64 km이다. 처음에는 그랜타강(River Granta)라고 불리었지만 그랜트브리지(Grantebrycge)라는 앵글로색슨 마을의 이름이 케임브리지(Cambridge)로 바뀌면서 강 이름도 캠강으로 바뀌었다. 두개의 주요 지류는 그랜타강과 리강(River Rhee)이지만 두 강 모두 공식적으로 캠강으로 알려져 있다.
리강은 하트퍼드셔(Hertfordshire)의 애시웰(Ashwell)정서쪽에서 시작해 케임브리지 남부 농지를 거쳐 19 km를 흐른다. 좀 더 긴 지류인 그랜타강은 에식스(Essex)의 위딩턴(Widdington)마을 근처에서 흐르기 시작하고 오들리엔드하우스(Audley End House)을 영유해서 24 km 정도를 흘러 그랜트체스터(Grantchester)남쪽 1.6 km 지점에서 리강과 합류한다. 케임브리지를 킹슬린(King's Lynn)에서 북해(North Sea)와 연결한다.